# Andreas Stökl
Andreas Stökl (* 15. Juni 1939 in Hamburg; † 2. Mai 2006 in Omsk, Sibirien) war ein deutscher evangelischer Theologe und von 2004 bis 2006 Bischof der Evangelisch-Lutherischen Kirche in Georgien. Er war ein Neffe des Kölner Osteuropahistorikers Günther Stökl.

## Werdegang
Nach seinem Theologiestudium war Andreas Stökl 33 Jahre lang Pastor in Hamburg, auf Fehmarn (Nordelbische Evangelisch-Lutherische Kirche) und in der Evangelischen Landeskirche in Württemberg und amtierte in Barmbek, Petersdorf auf Fehmarn, Bitzfeld-Bretzfeld, Bergedorf-West und Neu-Allermöhe.
Nach seiner Pensionierung wollte er in der wachsenden Kirche auf dem Gebiet der ehemaligen Sowjetunion noch pfarramtliche Aufgaben übernehmen. Als im März 2004 der georgische Bischof Gert Hummel plötzlich starb, wurde er zum Bischof der Evangelisch-Lutherischen Kirche in Georgien mit Sitz in Tiflis gewählt.
Dieses Amt sollte er weniger als zwei Jahre ausüben können: Am 2. Mai 2006 starb er plötzlich in Omsk während einer Bischofsratssitzung an einem Herzinfarkt.
Zu seinem Nachfolger wählte die Synode der ELKG am 4. November 2006 den hannoverschen Pastor Johannes Launhardt.

## Veröffentlichungen
- Jugendretraite in Taizé: Weg zum Konzil der Jugend, in: J.-H. Friedrich u. a.: Einkehr in die Stille. Kirche zwischen Planen und Hoffen, Kassel 1972. ISBN 3-7982-0116-1
- Die Communauté de Taizé, Erlangen-Nürnberg 1973 (Dissertation)
- Taizé – Geschichte und Leben der Brüder von Taizé, Gütersloh 1975. ISBN 3-7970-0145-2

| Personendaten    | Personendaten                                                                                |
| ---------------- | -------------------------------------------------------------------------------------------- |
| NAME             | Stökl, Andreas                                                                               |
| KURZBESCHREIBUNG | deutscher evangelischer Theologe und Bischof der Evangelisch-Lutherischen Kirche in Georgien |
| GEBURTSDATUM     | 15. Juni 1939                                                                                |
| GEBURTSORT       | Hamburg                                                                                      |
| STERBEDATUM      | 2. Mai 2006                                                                                  |
| STERBEORT        | Omsk, Sibirien                                                                               |